# Lepidagathis spinosa
Lepidagathis spinosa är en akantusväxtart som beskrevs av Robert Wight och Christian Gottfried Daniel Nees von Esenbeck. Lepidagathis spinosa ingår i släktet Lepidagathis och familjen akantusväxter. Inga underarter finns listade i Catalogue of Life.